# Chasmaporthetes
 Chasmaporthetes  ist eine ausgestorbene Gattung der Hyänen (Hyaenidae), die zeitlich vom Miozän bis in das frühe Pleistozän reicht. In Europa war sie ursprünglich unter dem Namen Euryboas beschrieben worden. Die Gattung ist aus Europa, Asien, Afrika und Nordamerika bekannt, kam auch auf Beringia vor, der  Landbrücke, die während der Eiszeit  Ostsibirien und Alaska miteinander verband, und war damit eine der am weitesten verbreiteten Hyänen überhaupt.
Chasmaportetes entwickelte sich vermutlich im späten Miozän Eurasiens. Im Pliozän erreichte Chasmaporthetes als einzige Hyäne den Nordamerikanischen Kontinent, wo die Gattung bis ins frühe Pleistozän überlebte. In der Alten Welt existierte die Gattung ebenfalls bis ins frühe Pleistozän. Die Art C. lunensis erreichte eine Schulterhöhe von etwa 80 cm. C. australis war mit etwa 88 cm Schulterhöhe etwas größer. 
Im Gegensatz zu vielen heutigen Hyänen, deren kräftige Backenzähne dazu geeignet sind, Knochen aufzubrechen, besaß Chasmaportetes relativ schwache, aber scharfe Reißzähne, vergleichbar denen von Katzen. Auch war die Gattung wesentlich schlanker und dürfte mit ihren Laufbeinen ein schneller Jäger gewesen sein.